# Unto sebáceo

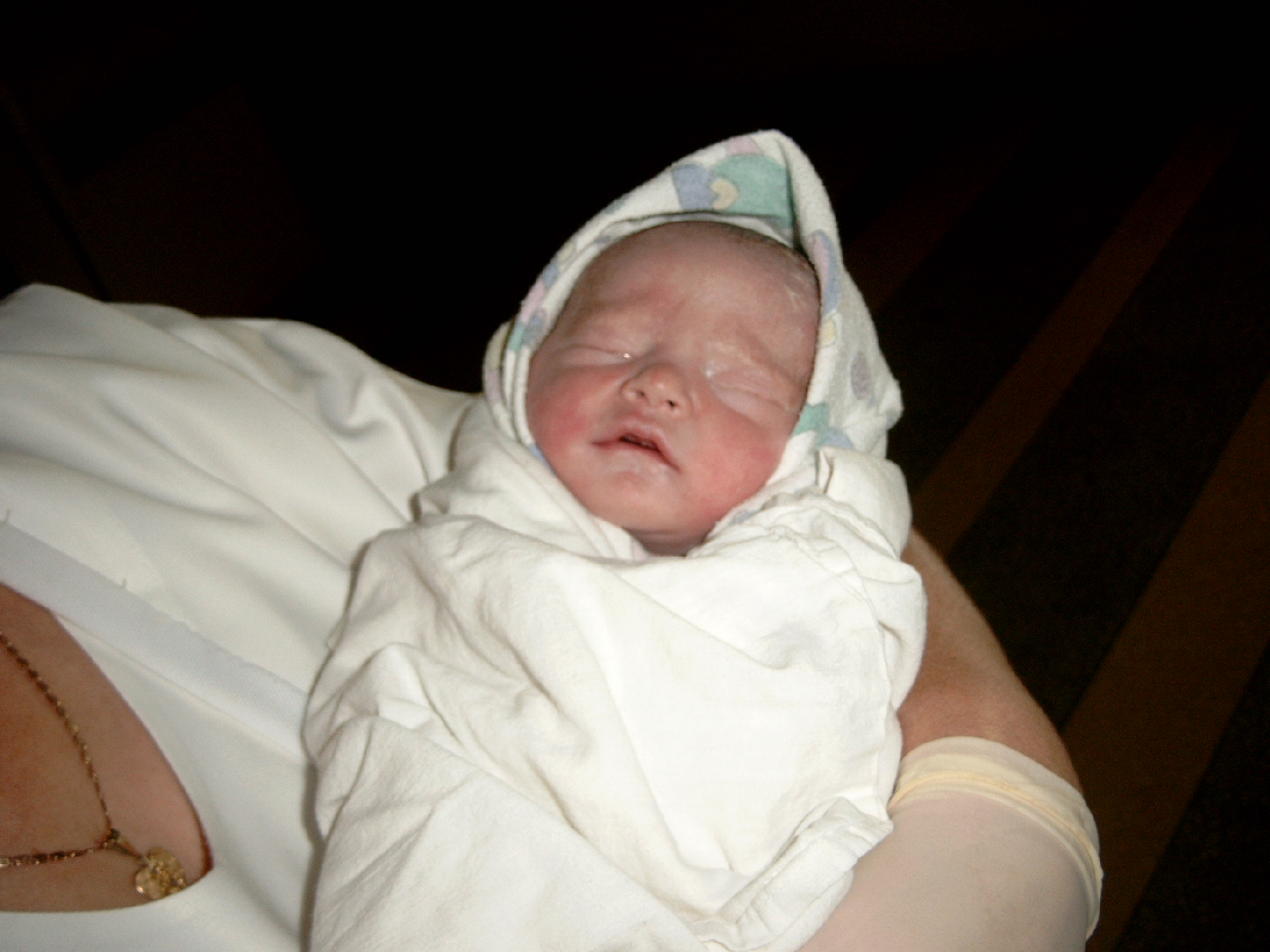
Restos de unto sebáceo o vérnix caseosa sobre un neonato.

El unto sebáceo (en América, vérnix caseosa, un latinismo) es un material grasoso de textura parecida a la del queso que reviste la piel del recién nacido humano. Consiste en una mezcla de secreciones grasas procedentes de las glándulas sebáceas fetales y de célula epidérmicas muertas.

## Origen etimológico
El latinismo «vernix caseosa» [berníks kaseósa] proviene del bajo latín «veronix» [beroníks], de donde provino también la palabra española «barniz».
El latinismo «caseosa» proviene del latín «caseus» ([káseus], ‘cáseo’, parecido al queso).

## Función
Está comprobado que el unto sebáceo protege la delicada piel del feto de las rozaduras, el agrietamiento y el endurecimiento. Puede que tenga propiedades antibacterianas y bactericidas. El cuerpo de un feto de veinte semanas está por lo general completamente cubierto por una vellosidad muy fina llamada lanugo; este puede ayudar a que el unto se fije a la piel. Sin el unto sebáceo, la piel del bebé se vería extremadamente arrugada por la constante exposición a la composición acuosa del líquido amniótico.
A menudo se usa al unto sebáceo como evidencia que apoye a la hipótesis del simio acuático. No existe otro mamífero terrestre que produzca neonatos cubiertos de unto, en contraste de lo común que resulta entre mamíferos acuáticos, como la foca común.
Al contrario de lo que se pudiera creer esta sustancia resulta útil, por lo que se suele mantener este unto en la piel del neonato en los primeros días de vida, antes el personal de salud se esmeraba en bañarlos para retirar por completo este sebo, ahora se mantiene el mayor tiempo posible.

## Producción

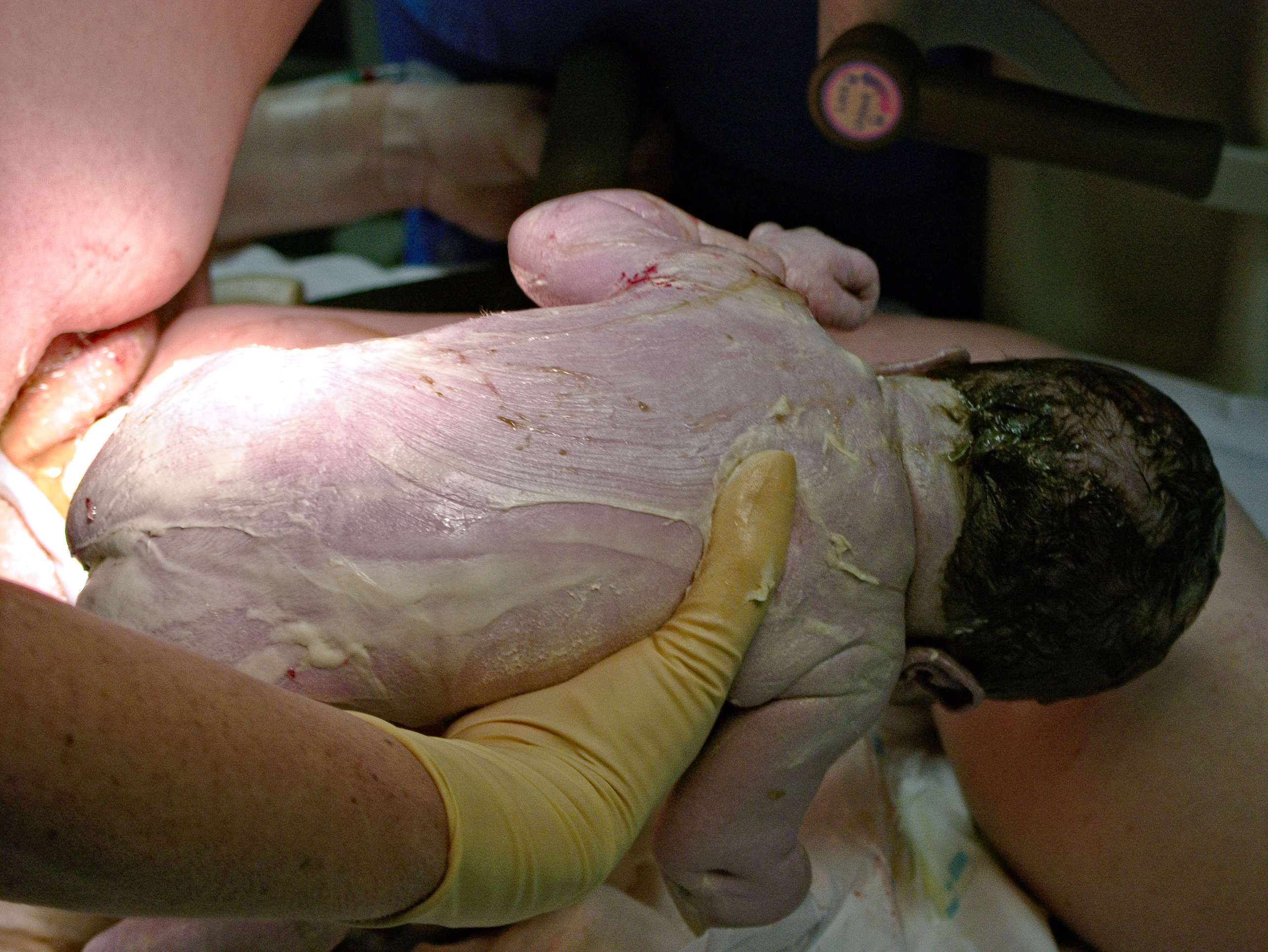
Unto sobre el cuerpo de un bebé recién nacido.

El unto sebáceo es secretado por glándulas sebáceas alrededor de la semana 18 de gestación, presumiblemente para proteger la piel del bebé de la deshidratación en el útero.
La cantidad de producción del unto disminuye hacia el final del embarazo.